# Leo G. Carrol

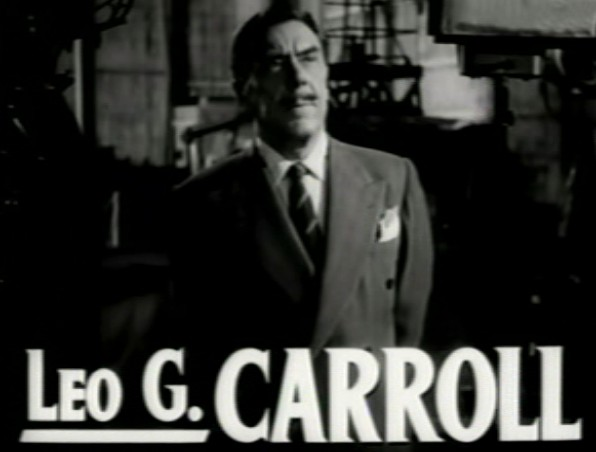
Leo G. Carrol în filmul Urâtul și frumosul (1952)

Leo G. Carrol (n. 25 octombrie 1892 – d. 16 octombrie 1972) a fost un actor englez de film.